# Курись Олександр Володимирович
Олександр Курись (народився 23 січня 1955 року в м. Києві) — український прозаїк-романіст і громадський діяч.

## До життєпису
Навчався у СШ 118 м.Києва. У 1978 році закінчив Національний технічний  університет України «Київський політехнічний інститут імені Ігоря Сікорського» за фахом інженер-металург.
Працював на Київському верстатобудівному заводі (1978—1979) та на Київському ювелірному заводі (1979—2014) на посадах: інженер-металург, головний металург, начальник Центральної заводської лабораторії.
Дружина Курись Тетяна. Діти:  Олена 1978 р.н.; Світлана 1986 р.н.

## Творчість
Автор романів:
- Шлях вітру. Третє ім'я / Олександр Курись — Київ : Гаматин, 2014. — 212 с., ISBN 978-966-279-017-7
- Шлях вітру. Південна віхола / Олександр Курись — Київ : Фенікс 2018.ISBN 978-136-577-2
- Шлях Вітра. Книга 1. Слов'янська сварга - Київ; Український пріоритет, 2023- 504c., ISBN 078-617-7899-96-8
- Шлях Вітра. Книга 2. Візантійська віхола - Київ; Український пріоритет, 2023 - 368 c., ISBN 978-617-8283-15-5
- Шлях Вітра. Книга 3. Гунська круговерть - Київ; Український пріоритет, 2023 - 304c., ISBN 978-617-8283-13-1

Твори Курися мають свою індивідуальність, власну стилістику, мовну палітру й показують події стародавнього світу на межі поганства та раннього християнства. Характерною рисою романів є бажання на історичному фоні подій показати взаємопроникнення культур та ідей. У своїх романах головних героїв він не ідеалізує, а навпаки прискіпливо до них ставиться.

### Громадська діяльність
Учасник Літфоруму (від 2016), експерт Українського клубу (від вересня 2017).

### Відзнаки
* Відзнака  міжнародного літературного конкурсу "Коронація слова 2023" за кращий патріотичний твір.
- Лауреат премії ім. Володимира Малика  2025 р. за трилогію "Шлях Вітра"